# Легион
Легионът е основното военно формирование в армията на Древен Рим.
Думата „legio“ буквално означава „набор“ и води произхода си от латинския глагол „lego, legere“, „събирам“, което показва, че първоначално това е било опълчение, събирано периодично за водене на военни действия.

## История

### ПриСедемте царе на Рим
Първоначално под легион се е подразбирала цялата римска войска. Тя представлявала около 3000 души пехота и 300 конници, набирани от основните римски родове (курии). Всеки род осигурявал по 100 души (1 центурия) и 10 конници, а отрядът с численост от 1000 души бил командван от военен трибун (триба = племе).

### При царСервий Тулий
Този цар (6 век пр.н.е.) с етруски произход организирал опълчението по имуществен ценз и възрастово делене. Всички римски граждани били длъжни да се явят на военна служба. Върховното командване било съставено от двама военни трибуни. Легионът на този етап представлявал фаланга с конница, разположена по фланговете, и лека пехота, която не влизала в строя. Първият и вторият ред били съставени от богати граждани, носещи бронзова броня и шлем, кръгъл щит и наколенници; въоръжени с меч и копие. Гражданите от задните редове били по-бедни и по-леко въоръжени. Ветераните съставлявали резерва. Заплащане не съществувало, а наградата били трофеите, придобити по време на кампанията.

### По време наРепубликата
След изгонването на последния етруски цар – Тарквиний Горди, властта била поета от сената, който всяка година избирал по двама консули. Тогава легионът бил разделен на два, всеки под командването на съответния консул.
Войните, които водела Римската република, зачестили. Етруските се стремели да си възвърнат господстващото положение в Италия, от север нахлували келтите, а на юг набирал сили Самнитският съюз. Все по-често се налагало провеждането на планомерни и координирани операции. През 4 век пр.н.е. на всеки консул вече били подчинени по два легиона. При необходимост били сформирани допълнителни легиони.
От 331 г. пр.н.е. начело на всеки легион застанал военен трибун. Структурата на легиона се усложнила и фалангата била заменена от манипуларния строй, гарантиращ на войската по-голяма подвижност и маневреност. Започнало и изплащането на определена сума на войниците за времето, през което са участвали във военната кампания.
Легионът наброявал вече 3000 тежковъоръжени пехотинци (принципи, хастати и триарии), 1200 лековъоръжени велити и 300 конници. Различните категории се набирали сред гражданите в зависимост от имуществения им ценз.
Легионът бил разделен на 30 манипули (120 войници, с изключение на манипулите на триариите – 60 войници), всяка от които била съставена от 2 центурии от по 60 души. 300-те конници били разделени на 10 турми.
Манипуларният строй се състоял от 3 линии, във всяка от които участвали по 10 манипули. Между линиите, както и вътре в самите тях имало празни пространства, равни на фронта на една манипула:
- Първата линия била съставена от хастати (1200 души = 10 манипули = 20 центурии; по 60 души във всяка).
- Втората била съставена от принципи (1200 души = 10 манипули = 20 центурии; по 60 души във всяка).
- Третата линия се състояла от триарии (600 души = 10 манипули = 20 центурии по 30 души във всяка).

Велитите били извън манипуларния строй, а кавалерията се разполагала по фланговете.
Към започването на Пуническите войни числеността на легионите била увеличена до 5000 – 5200 души (броят на войниците в една центурия нараснал на 80). Освен това към легионите били добавени и отряди на римските съюзници allae (криле) под командването на префекти. въведени били и вспомагателни отряди – ауксилия (auxilia).
Кавалерията equites се деляла на лека и тежка. Тежката кавалерия се набирала измежду богатите и влиятелните младежи и била престижен род войска. Тя била средството последните да се издигнат в политиката и да направят кариера. 300-те кавалериста, които съставлявали легионната конница били организирани в 30 подразделения (декурии) под командването на декурион. Впоследствие през II в. пр.н.е. легионната конница била реорганизирана в 10 ескадрона – турми (от 30 души), във всяка от имало по три декуриона, командващи съответната декурия.
Освен тежката кавалерия била формирана и лека такава. Тя се набирала най-често от по-бедни римски граждани или съюзници. Функцията ѝ била да прикрива фланговете на легиона от непосредствена атака и да преследва бягащия противник. Освен това тя разузнавала за засади и била използвана за предаване на съобщения. Римляните не ценели много конницата, разчитайки изцяло на ударната мощ на легиона. Това имало понякога плачевни последствия – например при битката при Кана (216 г. пр.н.е.) След Втората Пуническа война конницата се набирала главно сред нумидийците.

### Командване
През целия републикански период легионът нямал един главнокомандващ. Управлението му преминавало от един военен трибун към друг през ден или през месец. Трибуните се назначавали от консул или диктатор, а след 362 г. пр.н.е. били назначавани от римския народ. Встъпвали в длъжност от 1 януари и оставали на този пост цяла година. Във всеки легион имало 6 трибуна. Те били избирани от сенаторското съсловие (tribuni laticlaves) или от конническото съсловие (tribuni angusticlaves). От друга страна трибун можело да стане и гражданин, участвал поне в пет военни кампании или служил 10 години.
Командващият центурия съответно се наричал центурион. След въвеждането на манипуларния строй във всяка манипула имало 2 центуриона (prior i posterior). В целия легион те били 60:
20 за хастатите (съответно 10 hastati priori и 10 hastati posteriori), 20 за принципите (10 principi priori и 10 principi posteriori),
20 за триариите (10 pili priori и 10 pili posteriori). Помощникът на центуриона бил optio (основната му функция била да обучава войниците) – първоначално назначаван от трибуните, а впоследствие и от самите центуриони. Броят им бил също 60.